# 宜昌娃儿藤
宜昌娃儿藤（学名：Tylophora augustiniana）是夹竹桃科娃儿藤属的植物。分布于泰国以及中国大陆的广西、湖北等地，多生在山地林中，目前尚未由人工引种栽培。